# NGC 467
NGC 467 is een lensvormig sterrenstelsel in het sterrenbeeld Vissen. Het hemelobject ligt 226 miljoen lichtjaar van de Aarde verwijderd en werd op 8 oktober 1785 ontdekt door de Duits-Britse astronoom William Herschel.

## HD 7991
Vanaf de aarde gezien bevindt het stelsel NGC 467 zich schijnbaar net ten westen van de ster HD 7991. Amateurastronomen kunnen HD 7991 aanwenden als gidsster om NGC 467 op te sporen.

## Synoniemen
- PGC 4736
- UGC 848
- MCG 0-4-79
- ZWG 385.65